# Läby församling
Läby församling var en församling i Uppsala stift och i Uppsala kommun i Uppsala län. Församlingen uppgick 2006 i Norra Hagunda församling.

## Administrativ historik
Församlingen har medeltida ursprung. Mellan 1895 och 1934 var församlingen införlivad i Vänge och Läby församling. 
Församlingen var till 1895 och mellan 1934 och 1962 annexförsamling i pastoratet Vänge och Läby. Från 1962 till 2006 var den annexförsamling i pastoratet Vänge, Läby, Järlåsa, Skogs-Tibble och Åland. Församlingen uppgick 2006 i Norra Hagunda församling.

## Kyrkor
- Läby kyrka